# Nhà thờ San Pedro de los Francos
Nhà thờ San Pedro de los Francos (Tiếng Tây Ban Nha: Iglesia de San Pedro de los Francos) là một nhà thờ nằm ở Calatayud, Tây Ban Nha. Nó được công nhận là Bien de Interés Cultural năm 1875.